# Apherusa delicata
Apherusa delicata is een vlokreeftensoort uit de familie van de Calliopiidae. De wetenschappelijke naam van de soort is voor het eerst geldig gepubliceerd in 2006 door Krapp-Schickel & Sorbe.